# 杜法耶爾島
62°10′S 58°34′W / 62.167°S 58.567°W

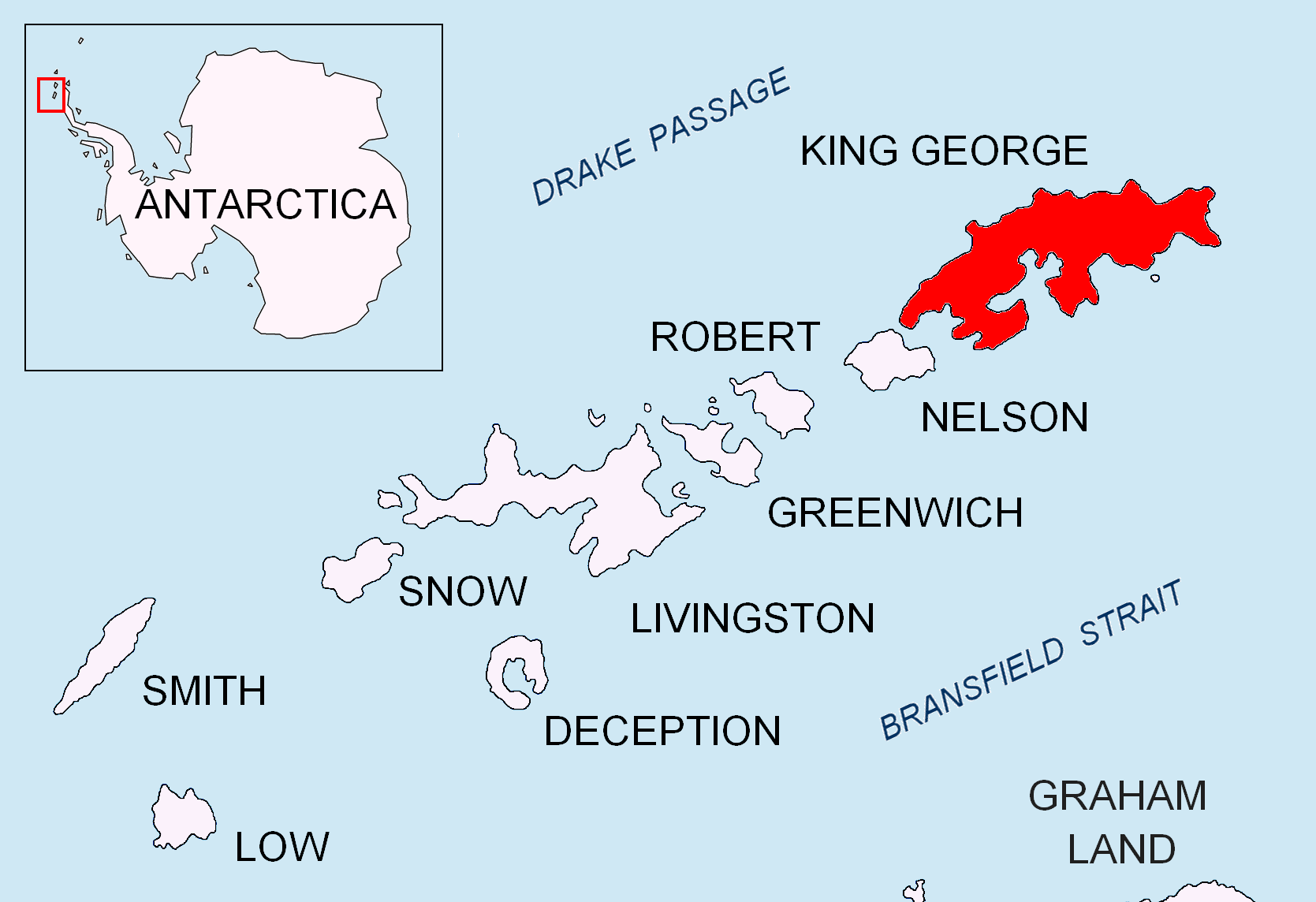

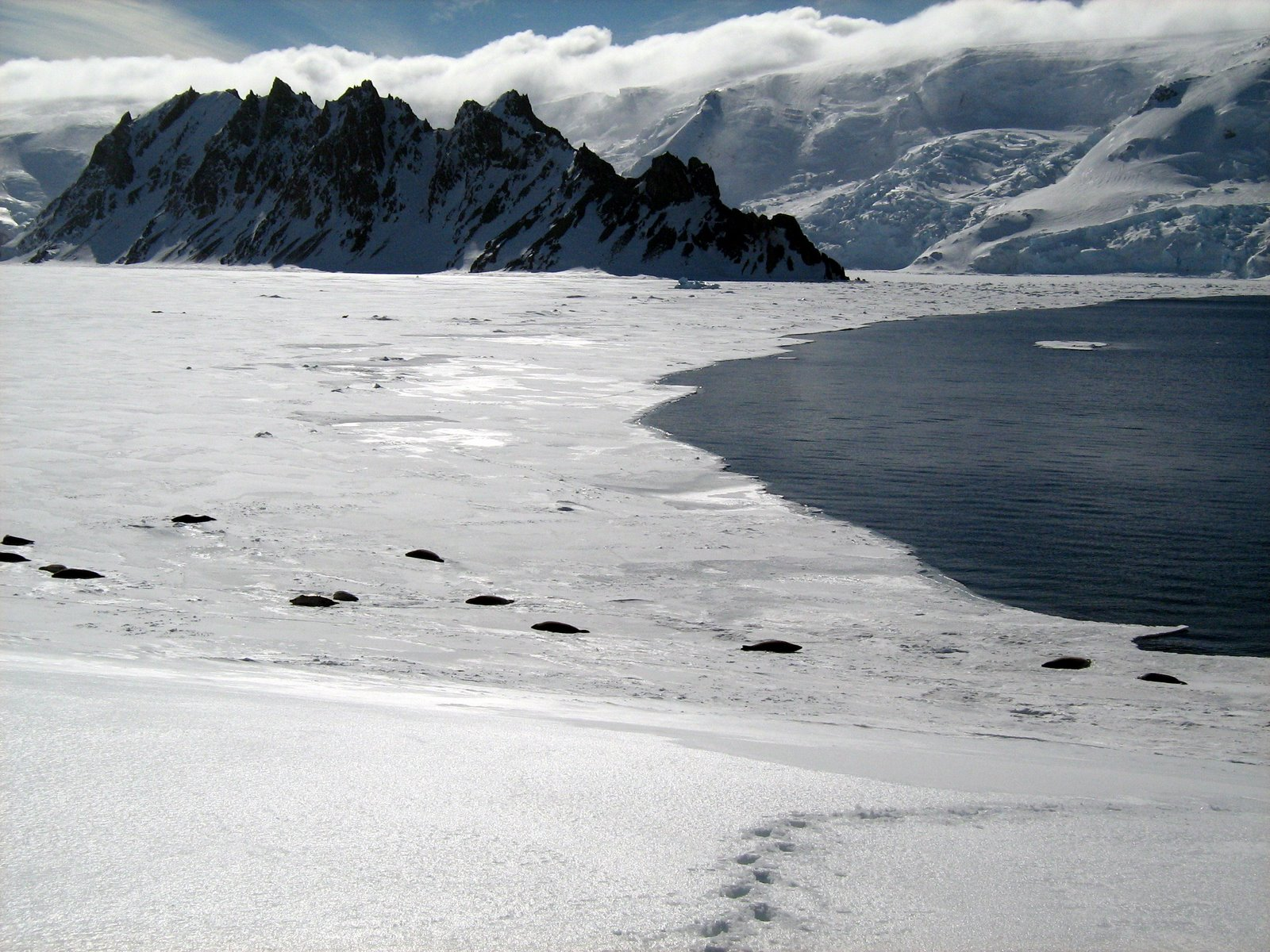

杜法耶爾島（Dufayel Island），是南極洲的島嶼，位於南設得蘭群島，處於阿德默勒爾蒂灣的埃斯庫拉灣中心附近，在1909年12月由法國探險隊繪入地圖和命名，現時由南極條約體系管理。